# العين مول
العين مول هو مركز تسوق وترفيه في العين ، إمارة أبوظبي ، الإمارات العربية المتحدة. تم إنشاء المركز تجاري كأول مركز تسوق في العين عام 2001 بحوالي مائة محل بيع بالتجزئة.

## التوسع

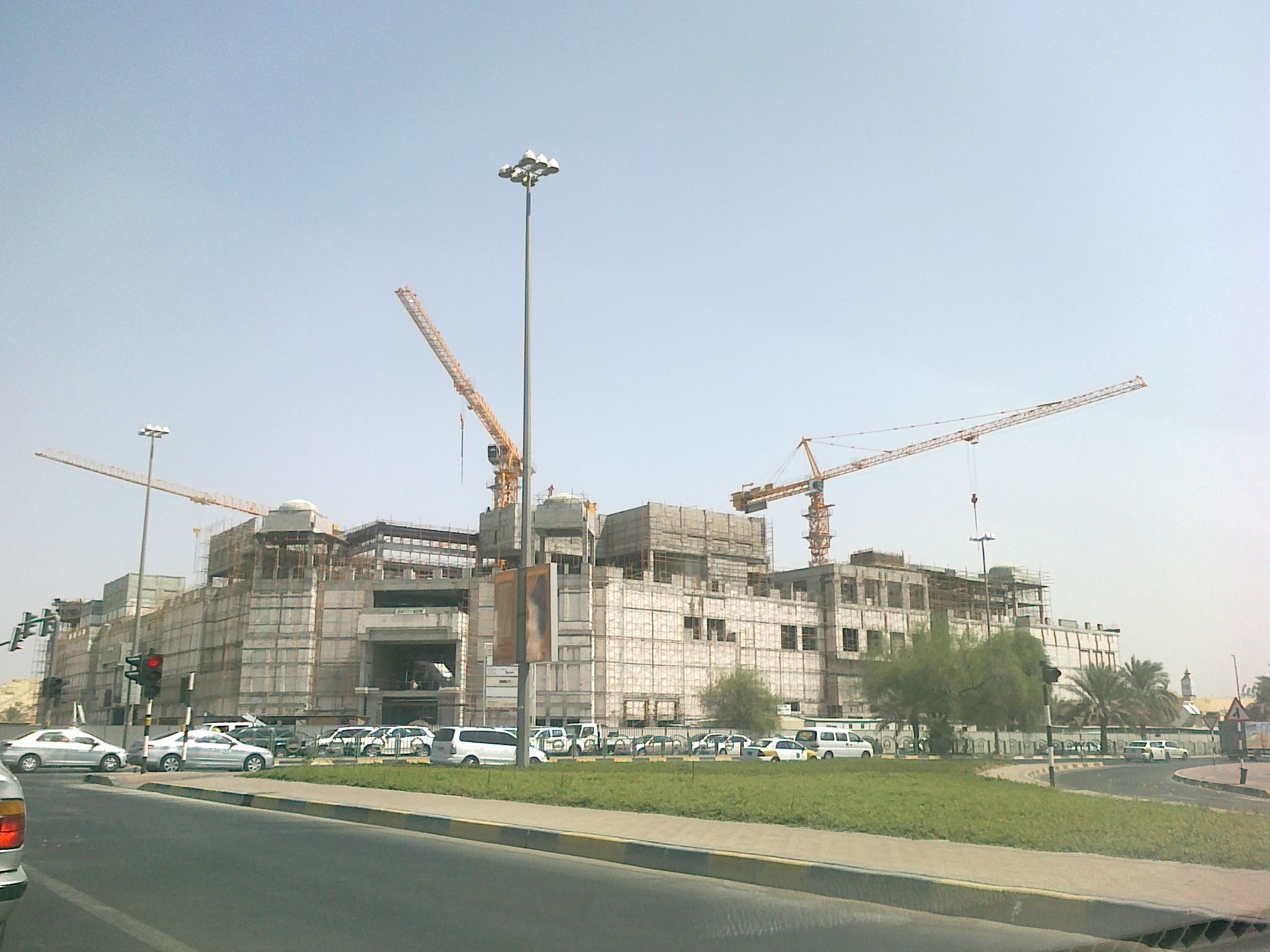
إنشاء توسعة العين مول في عام 2010

في عام 2011 ، تم توسيع المركز التجاري لإضافة حوالي 350,000 قدم2 (33,000 م2) من إجمالي المساحة القابلة للتأجير الي المركز التجاري الحالي لكي يتم تحويلها إلى مركز تجاري إقليمي بإجمالي مساحة طبقية يبلغ 1,000,000 قدم2 (93,000 م2) وتم الانتهاء من المرحلة الأولى من التوسعة وفتحها للجمهور في نوفمبر 2011 وأصبح هناك أكثر من 150 منفذ بيع بالتجزئة، إلى جانب موقف سيارات في الطابق السفلي من 3 مستويات ويسع لـ 3000 سيارة.

## روابط خارجية
- موقع العين مركز تجاري